# 蒙古科技大学
蒙古科技大学是蒙古国乌兰巴托的一所大学。

## 简介
蒙古科技大学是一家多学科、多层次的综合性大学，是蒙古国的教育和科学研究中心之一。该大学也是蒙古国最大的科学和文化交流中心。蒙古国约三分之二接受过学术教育者都毕业于蒙古科技大学。
蒙古科技大学提供本科、硕士及博士课程。

## 学科
- 土木工程和建筑学院
- 计算机科学和管理学院
- 地质和石油工程学院
- 食品工程和生物技术学院
- 工业技术和设计学院
- 信息和电讯科技学院
- 语言教育学院
- 数学学院
- 材料科学学院
- 机械工程学院
- 采矿工程学院
- 动力工程学院
- 社会技术学院
- 达尔汗技术学院 []

## 分校
- 额尔登特技术学院
- 苏赫巴托尔省技术学院
- 前杭爱省技术学院

## 姊妹校

### 亞洲
- 臺灣臺北市：臺北醫學大學